# Eulophia clitellifera
Eulophia clitellifera är en orkidéart som först beskrevs av Heinrich Gustav Reichenbach, och fick sitt nu gällande namn av Harry Bolus. Eulophia clitellifera ingår i släktet Eulophia och familjen orkidéer. Inga underarter finns listade i Catalogue of Life.